# Потерянный кров (фильм)
«Потерянный кров» (лит. Sodybų tuštėjimo metas) — советский двухсерийный широкоэкранный фильм 1976 года, снятый режиссёром Альмантасом Грикявичюсом на Литовской киностудии. По мотивам одноимённого романа Йонаса Авижюса.
Премьера состоялась 9 августа 1977 года. Прокат — 7 млн зрителей.

## Сюжет
В Литве устанавливается советская власть, и трое бывших односельчан оказываются на разных сторонах конфликта Второй мировой войны. Марюс присоединяется к коммунистам, Адомас идет на службу в немецкую полицию, а Гедиминас старается остаться нейтральным. Столкновения приводят к тому, что Адомас теряет рассудок от сожаления за свои поступки, а Гедиминас понимает свою ошибку и присоединяется к партизанам.

## В ролях
- Юозас Будрайтис (дублировал Александр Демьяненко) — Гедиминас Джюгас
- Регимантас Адомайтис (дублировал Станислав Ландграф) — Адомас Вайнорас
- Антанас Шурна (дублировал Павел Кашлаков) — Марюс Нямунис
- Регина Арбачяускайте (дублировала Галина Теплинская) — Милда
- Элле Кулль (дублировала Людмила Старицына) — Аквиле
- Арнас Росенас (дублировал Олег Борисов) — обештурмфюрер Дангель
- Стасис Петронайтис (дублировал Игорь Ефимов) — Кяршис
- Лаймонас Норейка (дублировал Александр Афанасьев) — Миколас Джюгас
- Юозас Ярушявичюс (дублировал Алексей Кожевников) — Путримас
- Эугения Шулгайте (дублировала Людмила Ксенофонтова) — Вайнорене
- Анатолий Азо — Локис
- Гедиминас Гирдвайнис — Жакайтис

## Съёмочная группа
- Сценарист: Ромуальдас Гранаускас
- Режиссёр: Альмантас Грикявичюс
- Оператор: Донатас Печюра
- Художник: Альгирдас Ничюс
- Композитор: Альгимантас Апанавичюс
- Звукорежиссёры: Пятрас Липейка, Ю. Туйта

В фильме звучит музыка в исполнении Камерного оркестра Литовской ССР, дирижёр Саулюс Сондецкис.
Фильм дублирован на киностудии «Ленфильм».
- Режиссёр дубляжа: Иосиф Гиндин
- Звукорежиссёр: Анна Волохова

## Литературная основа
В основу сюжета фильма лёг роман «Потерянный кров» (1970) писателя Йонаса Авижюса. Роман посвящён событиям в Литве, происходящих в промежутке с 1940 по 1945 годы. В 1975 году роман был переведён на русский язык Виргилиюсом Чепайтисом и издан в Москве. В 1976 году роман был удостоен Ленинской премией.

## Фестивали и награды
- 1977 — Всесоюзный кинофестиваль (Рига) — Премия «За удачное обращение к теме формирования самосознания народа в борьбе с фашизмом»[5][6][7]